# Persone di nome Lukáš
| Questa pagina contiene informazioni ricavate automaticamente dalle voci biografiche con l'ausilio del template Bio e di un bot. L'aggiornamento è periodico e automatico e ricostruisce completamente la pagina. Se manca una persona in questa lista, sei pregato di non aggiungerla, ma accertati piuttosto che la sua voce biografica contenga il template Bio e che i dati anagrafici siano correttamente compilati. Se il template Bio manca, inseriscilo tu stesso o, in alternativa, metti l'avviso {{tmp\|Bio}} che ne segnala la mancanza. Se i dati riportati sono sbagliati, correggi direttamente la voce biografica; le modifiche saranno visibili in questa lista entro pochi giorni. Per chiarimenti vedi il progetto antroponimi. La lista contiene solo le 78 persone che sono citate nell'enciclopedia e per le quali è stato implementato correttamente il template Bio. Pagina aggiornata al 6 mag 2025. |

Questa è una lista di persone presenti nell'enciclopedia che hanno il nome Lukáš, suddivise per attività principale.

## Calciatori(48)
- Lukáš Adam, ex calciatore ceco (Pardubice, n. 1980)
- Lukáš Ambros, calciatore ceco (Dolní Němčí, n. 2004)
- Lukáš Bajer, ex calciatore ceco (Přerov, n. 1984)
- Lukáš Bartošák, calciatore ceco (Hlucin, n. 1990)
- Lukáš Bielák, calciatore slovacco (Ružomberok, n. 1986)
- Lukáš Budínský, calciatore ceco (Praga, n. 1992)
- Lukáš Došek, ex calciatore ceco (Karlovy Vary, n. 1978)
- Lukáš Droppa, calciatore ceco (Uherské Hradiště, n. 1989)
- Lukáš Fabiš, calciatore slovacco (Nitra, n. 1998)
- Lukáš Fujerik, ex calciatore ceco (n. 1983)
- Lukáš Greššák, calciatore slovacco (Trstená, n. 1989)
- Lukáš Haraslín, calciatore slovacco (Bratislava, n. 1996)
- Lukáš Hartig, ex calciatore ceco (Býchory, n. 1976)
- Lukáš Hejda, calciatore ceco (Bílovec, n. 1990)
- Lukáš Horníček, calciatore ceco (Vysoké Mýto, n. 2002)
- Lukáš Hroššo, calciatore slovacco (Nitra, n. 1987)
- Lukáš Hrádecký, calciatore slovacco (Bratislava, n. 1989)
- Lukáš Hůlka, calciatore ceco (Mladá Boleslav, n. 1995)
- Lukáš Jarolím, ex calciatore ceco (Pardubice, n. 1976)
- Lukáš Juliš, calciatore ceco (Chrudim, n. 1994)
- Lukáš Jánošík, calciatore slovacco (Hôrky, n. 1994)
- Lukáš Kalvach, calciatore ceco (Olomouc, n. 1995)
- Lukáš Kojnok, calciatore slovacco (Lučenec, n. 1997)
- Lukáš Kubáň, calciatore ceco (n. 1987)
- Lukáš Lupták, calciatore slovacco (Ružomberok, n. 1990)
- Lukáš Magera, calciatore ceco (Ostrava, n. 1983)
- Lukáš Mareček, calciatore ceco (Ivančice, n. 1990)
- Lukáš Masopust, calciatore ceco (Božejov, n. 1993)
- Lukáš Mašek, calciatore ceco (Mladá Boleslav, n. 2004)
- Lukáš Opiela, calciatore slovacco (Humenné, n. 1986)
- Lukáš Pauschek, calciatore slovacco (Bratislava, n. 1992)
- Lukáš Pazdera, calciatore ceco (n. 1987)
- Lukáš Pleško, ex calciatore ceco (Plzeň, n. 1977)
- Lukáš Pokorný, ex calciatore ceco (n. 1993)
- Lukáš Provod, calciatore ceco (Plzeň, n. 1996)
- Lukáš Sadílek, calciatore ceco (Uherský Ostroh, n. 1996)
- Lukáš Skovajsa, calciatore slovacco (Trenčín, n. 1994)
- Lukáš Štetina, calciatore slovacco (Nitra, n. 1991)
- Lukáš Stratil, calciatore ceco (Vítkov, n. 1994)
- Lukáš Třešňák, calciatore ceco (n. 1990)
- Lukáš Vácha, calciatore ceco (Praga, n. 1989)
- Lukáš Vraštil, calciatore ceco (Jilemnice, n. 1994)
- Lukáš Zelenka, ex calciatore ceco (Praga, n. 1983)
- Lukáš Zich, calciatore ceco (Praga, n. 1985)
- Lukáš Zima, calciatore ceco (Hradec Králové, n. 1994)
- Lukáš Zoubele, ex calciatore ceco (Ústí nad Labem, n. 1985)
- Lukáš Červ, calciatore ceco (Praga, n. 2001)
- Lukáš Čmelík, calciatore slovacco (Žilina, n. 1996)

## Canoisti(3)
- Lukáš Pollert, ex canoista ceco (Praga, n. 1970)
- Lukáš Rohan, canoista ceco (Mělník, n. 1995)
- Lukáš Trefil, canoista ceco (Praga, n. 1988)

## Cestisti(2)
- Lukáš Kraus, ex cestista ceco (České Budějovice, n. 1984)
- Lukáš Palyza, cestista ceco (Ostrava, n. 1989)

## Ciclisti su strada(1)
- Lukáš Kubiš, ciclista su strada, pistard e ciclocrossista slovacco (Zvolen, n. 2000)

## Combinatisti nordici(2)
- Lukáš Daněk, combinatista nordico ceco (n. 1997)
- Lukáš Rypl, ex combinatista nordico ceco (Kraslice, n. 1991)

## Fondisti(1)
- Lukáš Bauer, ex fondista ceco (Ostrov, n. 1977)

## Giocatori di calcio a 5(1)
- Lukáš Rešetár, ex giocatore di calcio a 5 ceco (Aš, n. 1984)

## Giocatori di football americano(1)
- Lukáš Růžek, giocatore di football americano ceco (n. 1992)

## Hockeisti su ghiaccio(4)
- Lukáš Dostál, hockeista su ghiaccio ceco (Brno, n. 2000)
- Lukáš Kašpar, hockeista su ghiaccio ceco (Most, n. 1985)
- Lukáš Krajíček, hockeista su ghiaccio ceco (Prostějov, n. 1983)
- Lukáš Rousek, hockeista su ghiaccio ceco (Ostrov, n. 1999)

## Judoka(1)
- Lukáš Krpálek, judoka ceco (Jihlava, n. 1990)

## Martellisti(1)
- Lukáš Melich, martellista ceco (Praga, n. 1980)

## Mezzofondisti(1)
- Lukáš Vydra, ex mezzofondista ceco (n. 1973)

## Pallavolisti(2)
- Lukáš Diviš, pallavolista slovacco (Žilina, n. 1986)
- Lukáš Ticháček, pallavolista ceco (Přerov, n. 1982)

## Piloti motociclistici(1)
- Lukáš Pešek, pilota motociclistico ceco (Praga, n. 1985)

## Pugili(1)
- Lukáš Konecný, ex pugile ceco (Brno, n. 1978)

## Rapper(1)
- Pil C, rapper slovacco (Partizánske, n. 1986)

## Saltatori con gli sci(1)
- Lukáš Hlava, ex saltatore con gli sci ceco (Harrachov, n. 1984)

## Sciatori alpini(1)
- Lukáš Pavlíček, ex sciatore alpino ceco (n. 1992)

## Tennisti(4)
- Lukáš Dlouhý, ex tennista ceco (Písek, n. 1983)
- Lukáš Klein, tennista slovacco (Spišská Nová Ves, n. 1998)
- Lukáš Lacko, ex tennista slovacco (Piešťany, n. 1987)
- Lukáš Rosol, ex tennista ceco (Brno, n. 1985)

## Senza attività specificata(1)
- Lukáš Slavický, ex ballerino ceco (Praga, n. 1980)